# Кратерно езеро
Кратерното езеро е езеро, формирало се върху кратер, калдера или маар.
Кратерните езера се образуват най-често чрез натрупване на вода в кратера вследствие на обилни валежи. Вулканичните езера са образувани върху кратера на активен вулкан. Водата в тях се характеризира с висока киселинност и голямо съдържание на вулканични газове. По-рядко кратерни езера могат да бъдат образувани в кратери от метеорити или от изкуствени взривове, създадени от човека.
Езерата, образували се върху кратера на спящ или угаснал вулкан, се отличават с изключителна чистота на водата заради липсата на вливащи се реки, чието течение разнася скални наноси. Възможно е водни басейни да се образуват и в метеоритни кратери, чиито стени ерозират, подобно на кратерния залив Тверен в Швеция.

## Някои по-големи кратерни езера
- Европа
  -  Брачано
  -  Албано
  -  Керид
  -  Неми
  -  Болсена
- Азия
  -  Райско езеро
  -  Машу
  -  Шикоцу
  -  Товада
  -  Курилско езеро
  -  Тоба
  -  Келуд
  -  Пинатубо
  -  Немрут
- Африка
  -  Ниос
  -  Венчи
- Северна Америка
  -  Маникуаган
  -  Катмаи
  -  Медисин Лейк
  -  Крейтър Лейк
  -  Нюбъри
- Централна Америка и Карибите
  -  Суфриер
  -  Котапеке
  -  Чикабал
  -  Атитлан
  -  Ирасу
- Южна Америка
  -  Куйкоча
  -  Рано Кау
  -  Рано Рараку
- Австралия и Океания
  -  Таупо
  -  Блу Лейк
  -  Руапеху